# Kunitzer Hausbrücke

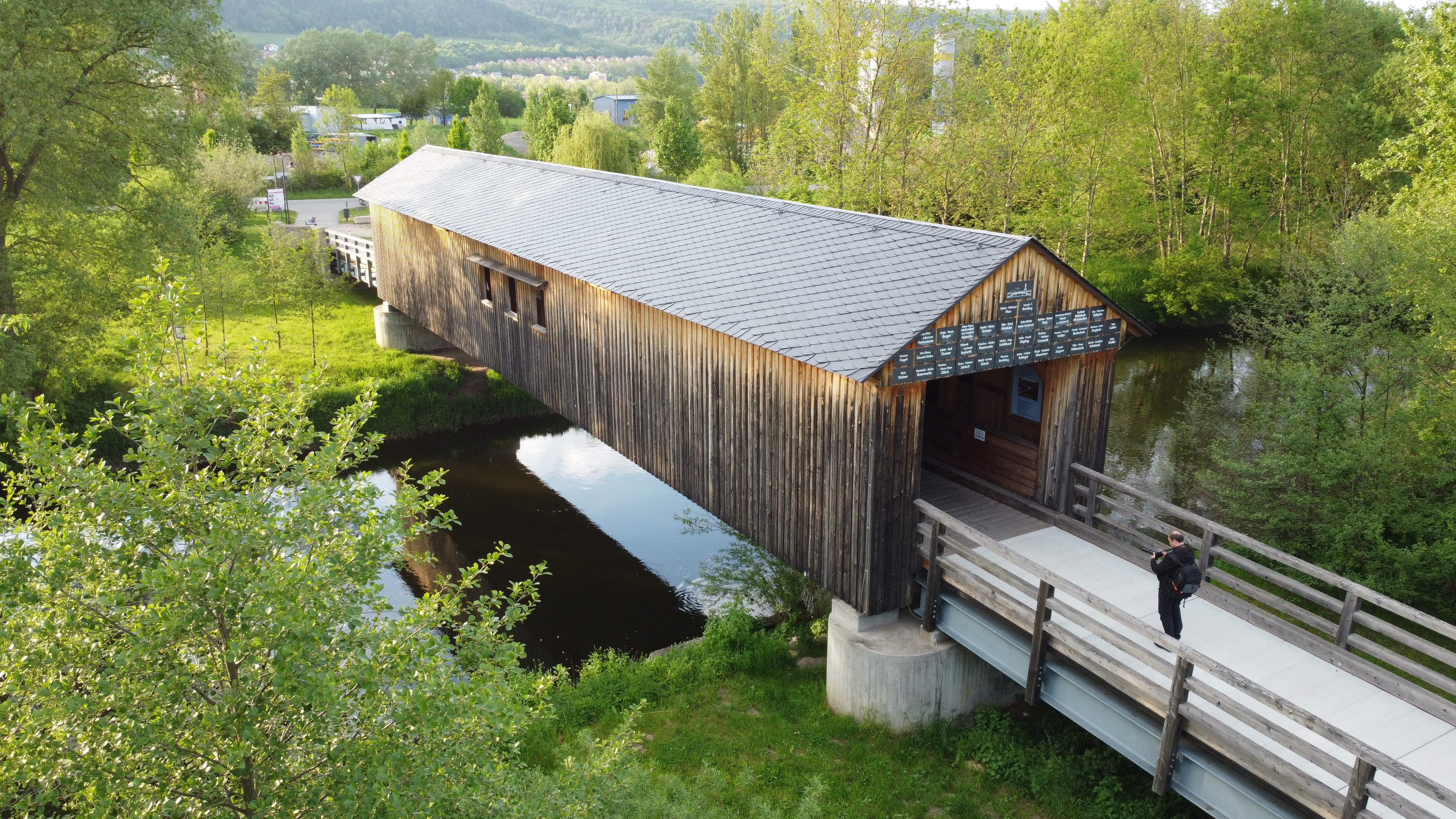
Kunitzer Hausbrücke im Mai 2023

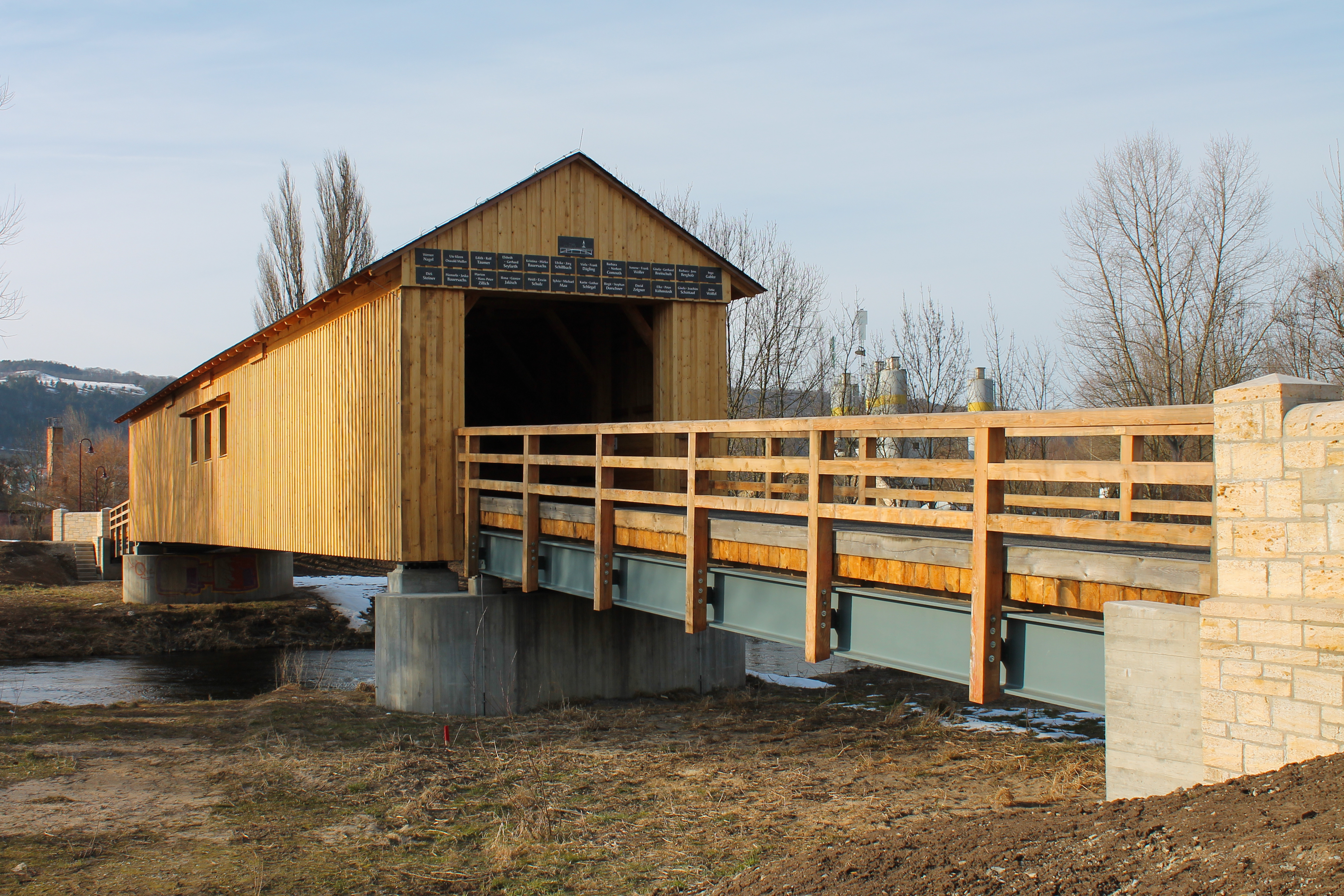
Kunitzer Hausbrücke

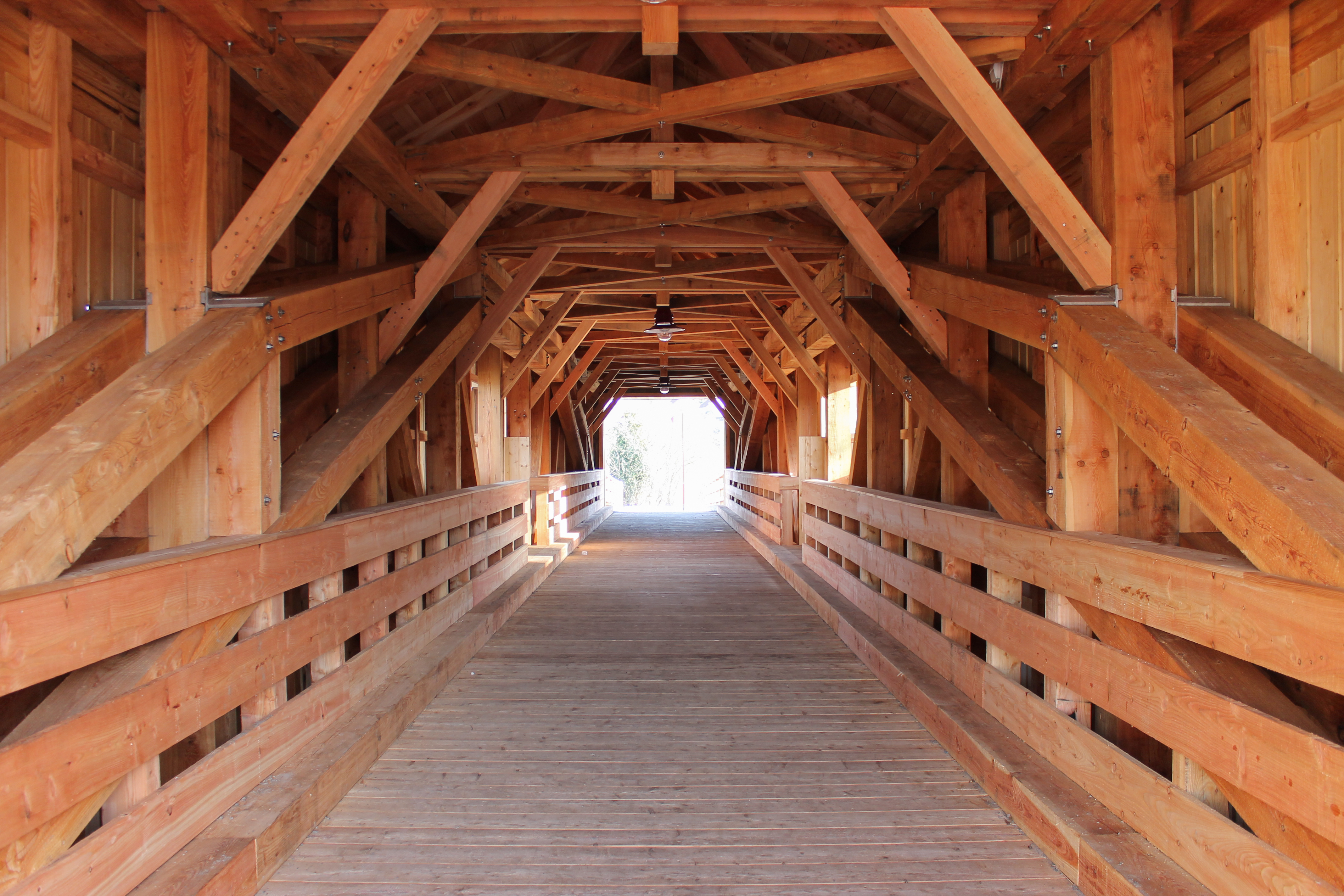
Das Innere der Brücke

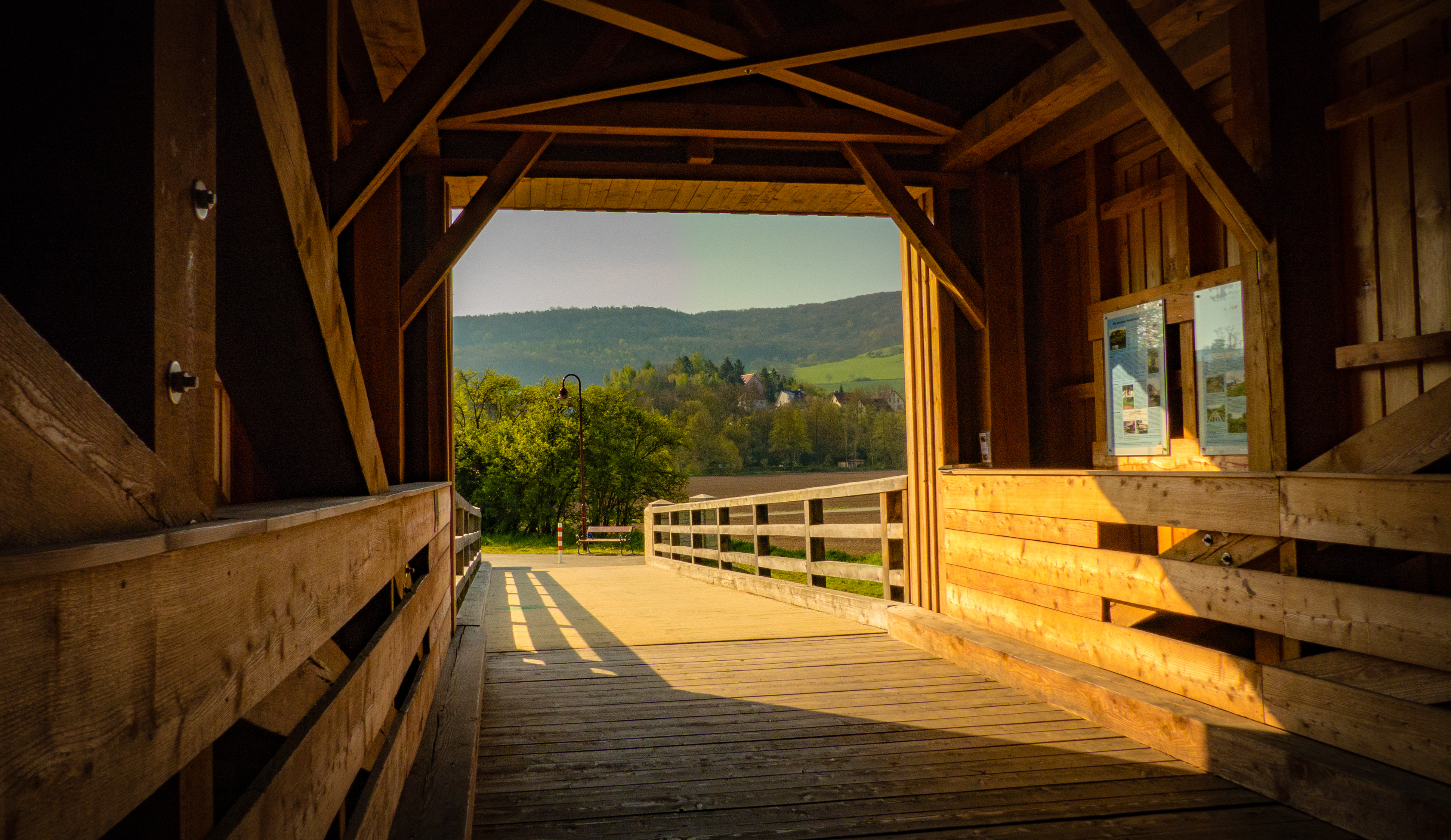
Blick aus der Brücke nach Osten

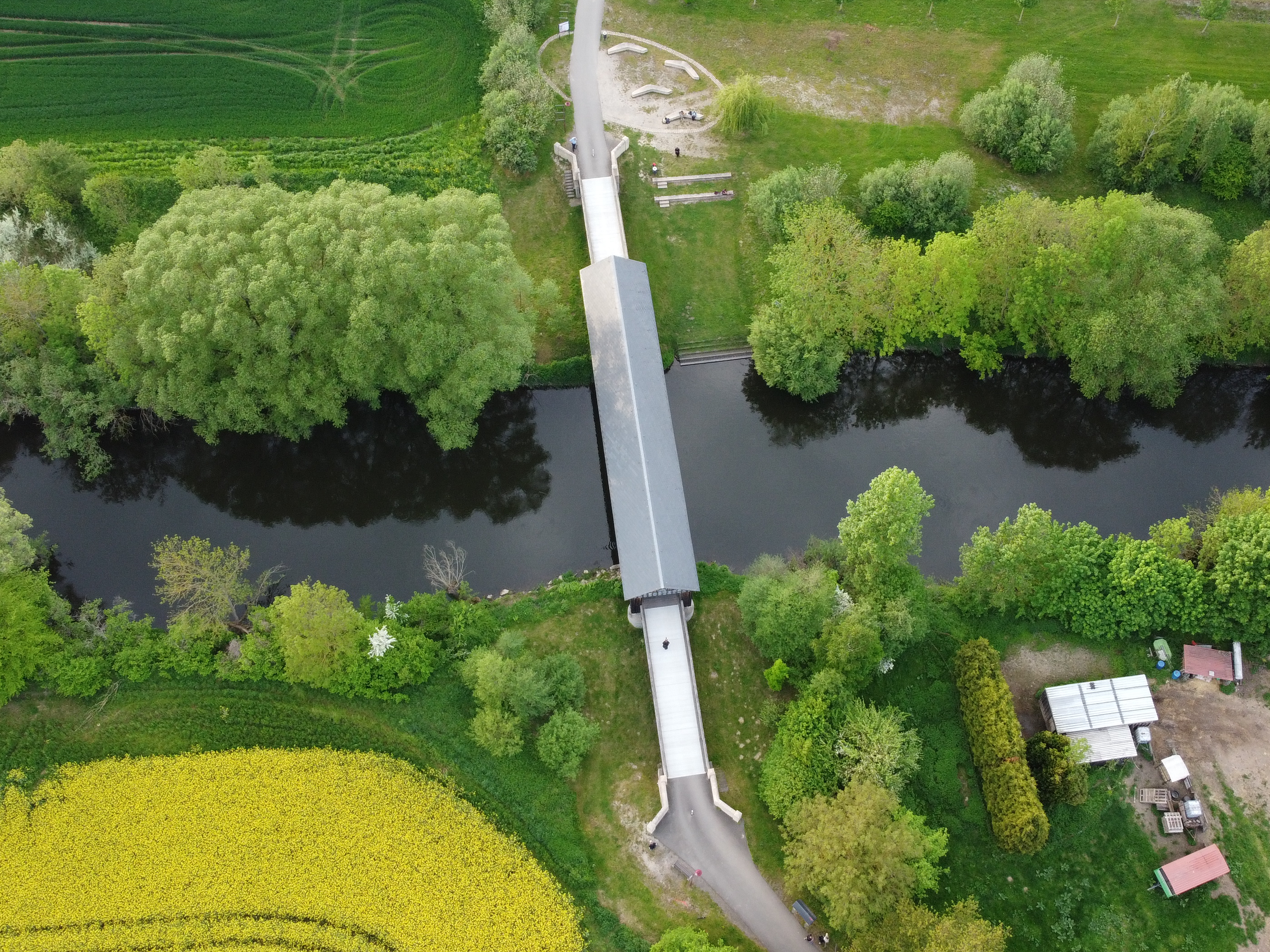
Die Brücke aus der Vogelperspektive, Mai 2023

Die Kunitzer Hausbrücke, auch Kunitzer Holzhausbrücke genannt, ist eine gedeckte Brücke über die Saale bei Jena. Sie bestand von 1832 bis 1945 und wurde 2012 wieder aufgebaut.

## Geschichte
Bis 1832 konnte man Kunitz nur durch das Überqueren der Saale mittels einer Fähre erreichen. Dabei kamen wegen Fährunglücken immer wieder Menschen ums Leben. So auch am 4. April 1829, an dem der Überlieferung nach sieben Studenten verunglückten, die nach einem Besuch der Kunitzburg nach Jena zurückkehren wollten. Unter den drei tödlich Verunglückten befand sich der zwanzigjährige, aus Altona stammende Georg Friedrich Semper, der jüngere Bruder von Johann Carl und Gottfried Semper.
Aus diesem Anlass wurde ein bereits geplanter Brückenneubau durch den zugezogenen Pfarrer Daniel Gottlob Schillbach forciert. Er überzeugte Johann, der im Herbst 1829 die Unglücksstelle besuchte und an jener ursprünglich ein Denkmal errichten lassen wollte, den dafür vorgesehenen Geldbetrag stattdessen in den Brückenneubau zu investieren. Er sagte 500 Taler zu, sollte der Neubau binnen zwei Jahren beginnen. Weitere 600 Taler stammten vom Müller Gottlob Häselbarth aus Kunitz, Kaufleute und Professoren aus Jena spendeten 90 Taler. Spenden von Ortsansässigen erhöhten die Summe auf 1.800 Taler.
Die veranschlagte Gesamtsumme in Höhe von 4.000 Talern wurde schließlich durch ein Darlehen der Landesdirektion komplettiert, worauf am 22. Februar 1832 der Grundstein gelegt und in der Folge eine 35 Meter lange überdachte Holzbrücke errichtet wurde. Ihr Richtfest wurde am 8. November 1832 begangen. Zur Refinanzierung des Darlehens wurde ein Brückengeld erhoben. 1945 wurde die Brücke in den letzten Kriegswochen von der Wehrmacht zerstört.
Auf den Pfeilern einer Behelfsbrücke, die 2011 als zeitweiliger Ersatz für die Straßenbrücke Kunitz während deren Erneuerung diente, wurde 2012 die historische Holzhausbrücke wieder aufgebaut und im November 2012 eingeweiht. Die Hausbrücke ist die einzige gedeckte Brücke, die die Saale überspannt.
Jährlich am 3. Oktober, dem Tag der Deutschen Einheit, wird das Brückenfest vom Kunitzer Brücken- und Denkmalverein ausgerichtet.